# Túnel Las Raíces
El túnel Las Raíces es un túnel carretero de la Ruta 181 ubicado en la Región de la Araucanía, Chile, construido en 1939, conectando las comunas de Curacautín y Lonquimay, en el sector alto del río Biobío y a 1010 m s. n. m., atravesando la Cordillera de Las Raíces.
Con una longitud de 4528 m, fue en su momento túnel ferroviario más largo de Latinoamérica. Reconvertido en un túnel vehicular unidireccional, en la actualidad es el sexto túnel carretero más largo de Latinoamérica y el más largo del país.

## Historia
Los estudios de factibilidad comenzaron en 1911, pero los planos finales se completaron en 1929. La construcción del túnel duró diez años, de 1930 a 1940, con una inversión de más de 32 millones de pesos de la época. Tiene un ancho de 4.2 m y una altura de 5.6 m. En principio, la idea principal y que llevó a realizar tan cuantiosa inversión en ese sector fue el proyecto de un tren bioceánico que uniría los puertos de Talcahuano, en Chile y el de Bahía Blanca, en Argentina, proyecto que no se llevó a cabo, quedando inconcluso, finalmente el túnel fue utilizado por el ramal ferroviario chileno que unía la estación chilena de Púa, ubicada en la red ferroviaria longitudinal (la más importante, unía Iquique con Puerto Montt, recorriendo casi 3200 km) y el pueblo de Lonquimay, en plena precordillera de los Andes en la Región de la Araucanía, para luego, cuando dejó de estar en uso dicho ramal convertirse en un importante paso para la circulación de vehículos y, además, en un atractivo turístico. 

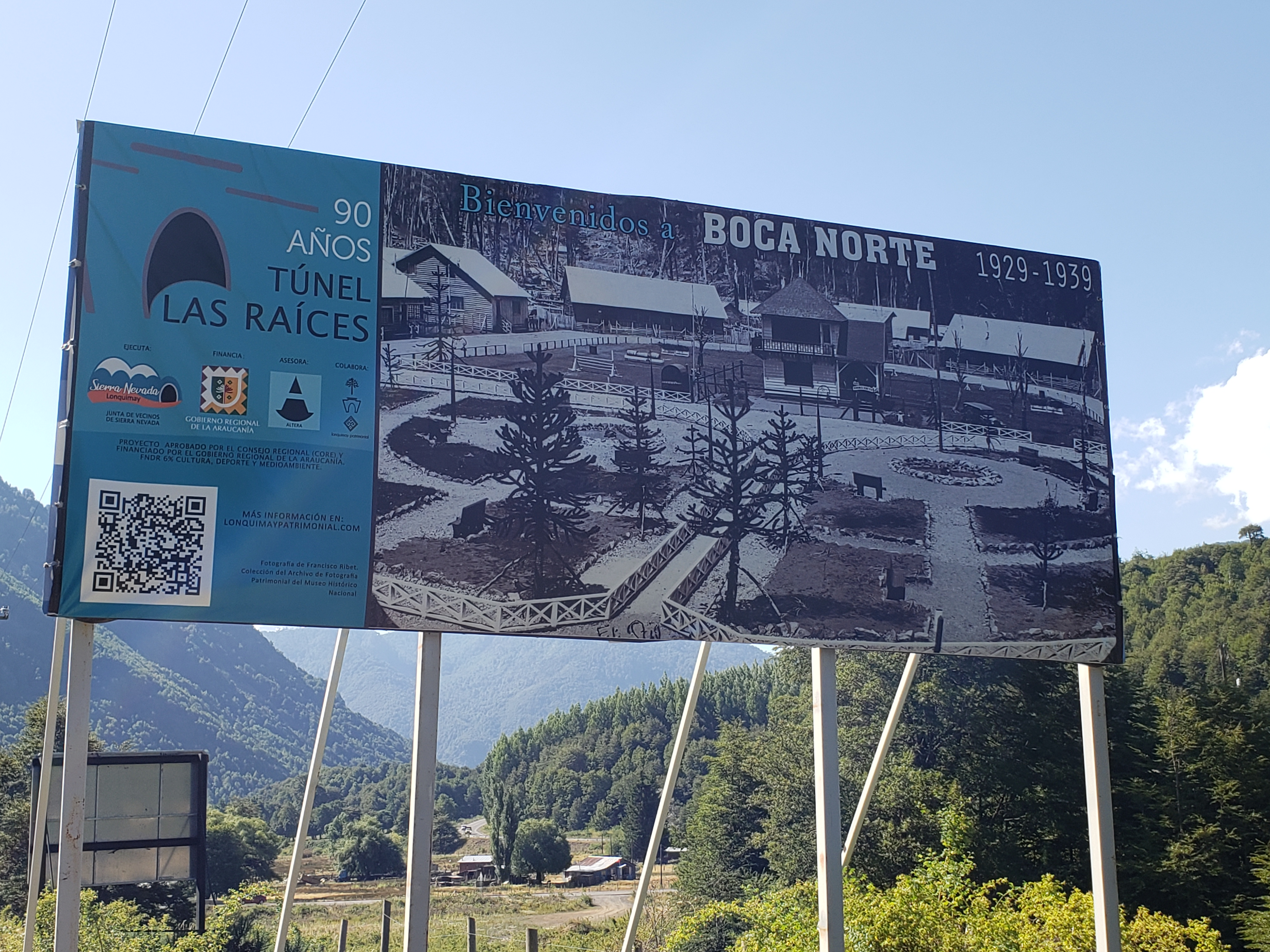
Letrero conmemorativo de los 90 años de construcción del túnel Las Raíces, en su entrada poniente

El historiador Héctor Alarcón Carrasco en su libro "Rieles Fronterizos, ramal Púa Lonquimay" (2011) dedica un capítulo a la Tragedia del Túnel Las Raíces, en que 42 obreros estuvieron sepultados durante más de noventa horas en el interior del túnel, producto de una avalancha que cerró la entrada. 
Cabe destacar que actualmente para llegar a Lonquimay se hace por la ruta internacional 181, que conecta dicho poblado con Curacautín, en donde se puede optar por la ruta hacia Victoria o Lautaro (en ambos casos, llegando a la Ruta 5 Sur); dicha ruta internacional pasa por el Túnel Las Raíces, ya que la ruta alternativa que existe es muy demorosa y de ripio, utilizada comúnmente por los camiones que por sus dimensiones no pueden pasar por el túnel y que deben subir por la cordillera de las Raíces. A fines de los años 80 y comienzos de los 90, el Túnel contaba con rieles para la circulación de los trenes cargueros y de pasajeros (turísticos) que aún circulaban por el ramal, y además contaba con tablones de madera a los bordes de los rieles para la circulación de los vehículos motorizados y carretas de caballos que circulaban por el lugar. Posteriormente, con la retirada total del tren en aquella zona, los tablones fueron sacados (en su mayoría estaban podridos ya que el túnel tenía una gran cantidad de goteras en su interior debido a la humedad de la montaña y las pequeñas grietas que tenía el cemento) para tapar la línea férrea con tierra y dejar el túnel para uso exclusivo de vehículos. En 2005 finalizó la remodelación del Túnel, dejándolo en su estado actual, totalmente pavimentado, con luminarias en su interior y semáforos a la entrada.

## Descripción

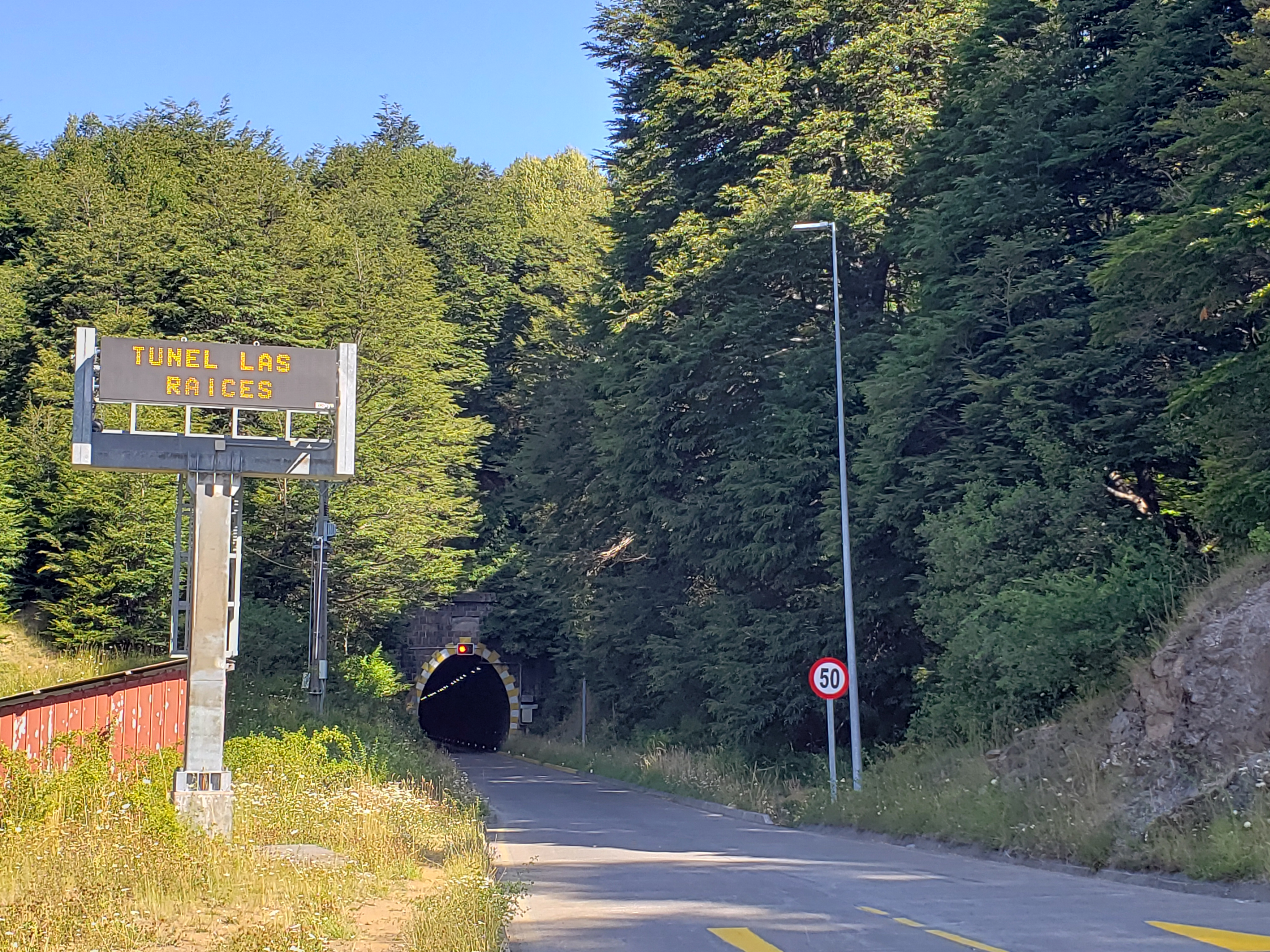
Entrada al túnel con letrero luminoso

Debido a su gran longitud, el interior del túnel no permite ver la luz al final de este desde un extremo a otro, de hecho en la mitad de él, no es posible ver la luz del comienzo del túnel ni del final de éste, antiguamente (antes de 2005 y la remodelación) el túnel era un panorama de total oscuridad en su interior, sobre todo en el pK 2 de recorrido en su interior.
El túnel forma parte de la Ruta 181 que une la ciudad cordillerana de Lonquimay con Curacautín. Esta carretera continúa hacia Argentina a través del Paso de Pino Hachado en la Cordillera de los Andes. Además, el túnel sirve para conformar un corredor bioceánico entre el Pacífico y el Atlántico, desde Lebu, en la Región del Biobío en Chile hasta Bahía Blanca en Argentina.
El túnel permite un tránsito unidireccional, por lo cual los vehículos deben esperar que se les indique la dirección del tránsito para avanzar. En la actualidad este túnel se encuentra asfaltado y por él circulan diariamente grandes camiones con combustible desde Argentina. Tiene un tráfico diario promedio de cerca de 450 vehículos. Se cobra peaje equivalente a aproximadamente 1 dólar por automóvil y hasta 22 dólares por camión con más de dos ejes.